# Guàrdia de Noguera
|  | Aquest article tracta sobre la vila d'aquest nom. Si cerqueu l'antic municipi, vegeu «Guàrdia de Tremp (antic municipi)». |

Guàrdia de Noguera, o Guàrdia de Tremp, és la vila que fa de cap del municipi de Castell de Mur, del Pallars Jussà.
Tot i que al llarg de la història surt més documentat el topònim amb la referència “de Tremp”, el municipi de Castell de Mur aconseguí el canvi de denominació de la vila pel de Guàrdia de Noguera. Antigament aquesta vila ja era cap de l'antic terme de Guàrdia de Tremp, un dels dos que, juntament amb Mur formaren el 1972 el nou terme de Castell de Mur.

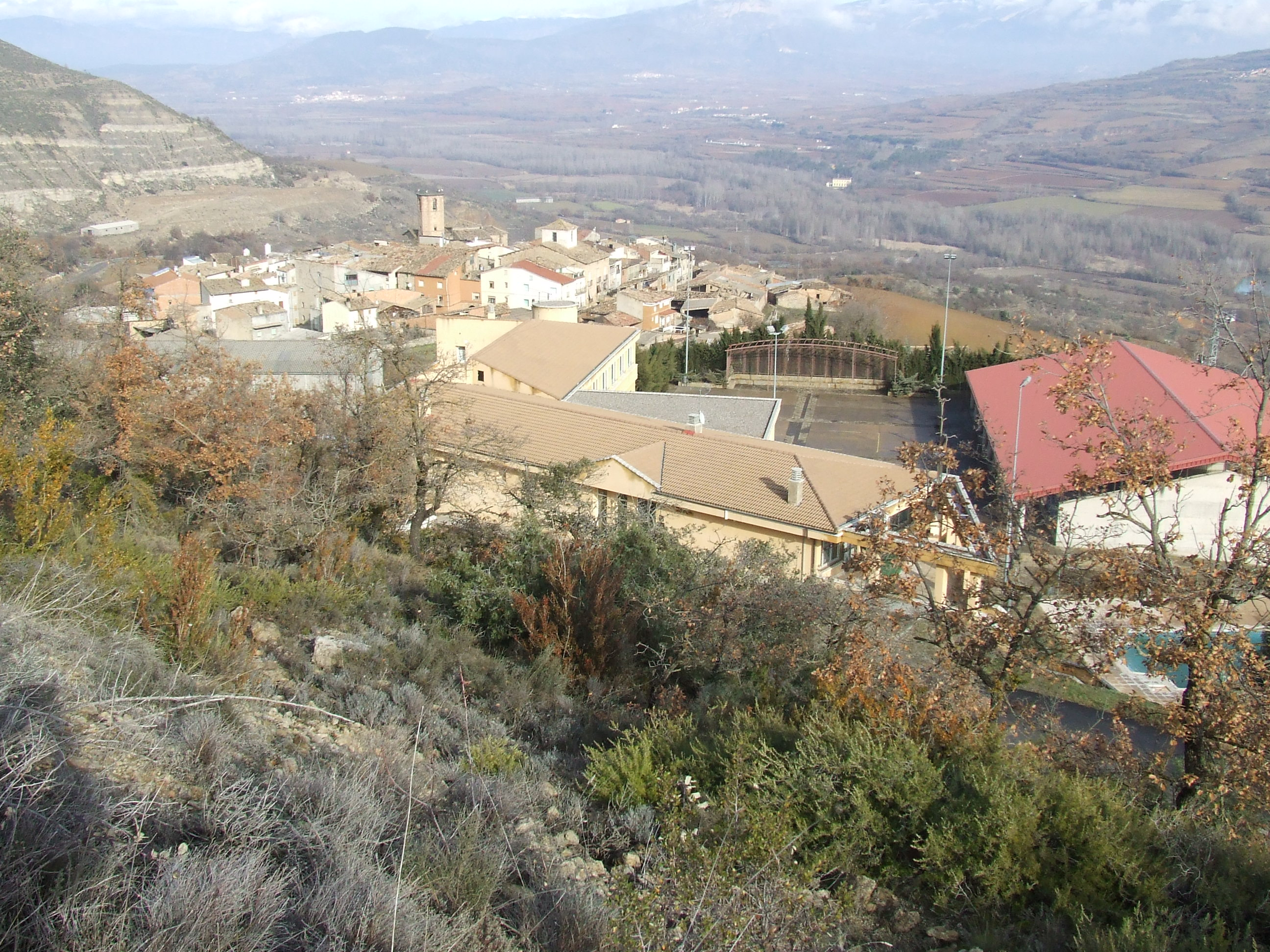
La vila, des del sud

Sovint és anomenada també amb article: “la Guàrdia de Tremp”, “la Guàrdia de Noguera”, o fins i tot, simplement, “la Guàrdia”, però per la documentació consultada, sembla més convenient decantar-se per la forma del topònim sense l'article.
Està situada al sud i dessota del serrat coronat pel castell de Guàrdia, documentat l'any 958. Completa aquest antic terme el poble de Cellers i l'antiga quadra de l'Espona, de la qual roman avui dia la Casa de l'Espona.

## Etimologia
Guàrdia de Tremp, o “Guàrdia de Noguera”, com es denomina actualment, és un topònim romànic del tot descriptiu. La Guàrdia fa referència al Castell de Guàrdia, prou present en el paisatge del lloc perquè no calgui cap altra mena de reflexió complementària. El nom “guàrdia” és etimològicament germànic, i té el significat de “castell” o “torre de vigilància”, o “de guaita”.
La segona part del topònim descriu per aproximació el lloc on es troba. Així, aquesta guàrdia, pel fet de trobar-se a prop al sud de Tremp, hi quedava relligada; en canvi, avui dia, quan es prefereix una referència que no indiqui prevalença ni submissió, es prefereix el lligam amb el riu, molt més neutre des de tots els punts de vista.
El nom de la vila apareix en un document per primer cop el 1046, com a nom comú: ipsa guardia que nominant de Ermodolfo, i ja com a nom propi el 1359: loch de la Guardia, com testimonia Joan Coromines.

## La vila de Guàrdia de Noguera

### Història
La història de Guàrdia de Tremp, o de Noguera, ve marcada sobretot pel seu castell. La mateixa vila de Guàrdia nasqué com a poble castral a redós del castell, en el lloc on encara es dreça l'església de sant Feliu, primitiva parroquial del terme, de la qual depenia com a tinença la de Cellers.
Més endavant, ja a darreries de l'edat mitjana, el poble baixà a la plana, al lloc on es dreça la vila actual. Fou el moment en què adquirí el dret de fer mercat i fira, assolint així el títol de vila. Com que l'església annexa al castell degué mantenir encara algun temps la categoria parroquial, l'església nova construïda a la nova vila es dedicà a Santa Maria, quedant adscrita posteriorment a la Mare de Déu del Remei. Tot i que el conjunt de l'església és barroc, conserva alguns detalls de l'església primitiva de Santa Maria de Guàrdia de Tremp.
Com afirma l'historiador Jordi Bolòs, Guàrdia de Tremp fou una vila nova planificada, cosa que justifica plenament el traçat quadriculat del seu nucli vell, i la linealitat dels seus carrers, que formen un conjunt ben organitzat i alhora li confereixen un aspecte de perfecta vila closa. L'originalitat del clos de la vila és que la planta del traçat urbà és rectangular, amb un carrer (actualment, Carrer Major) que la travessa longitudinalment, i tres carrers curts transversals, dos dels quals donaven pas també a portals, a la banda nord. El portal que hi hagué davant de la porta de l'església és l'únic desaparegut.
| Portals del clos de la vila | Portals del clos de la vila | Portals del clos de la vila | Portals del clos de la vila |
| --------------------------- | --------------------------- | --------------------------- | --------------------------- |
| Portal de llevant           | Portal de ponent            | Portal del nord-oest        |                             |
| Portal de llevant           | Portal de ponent            | Portal del nord-oest        |                             |

Formant part de la Vegueria de Pallars, en el cens de 1359 la Guàrdia declara 33 focs (uns 165 habitants). El 1553 n'hi consten 31 (155 persones). El 1718 hi són inscrites 300 persones, i el 1787, 640. El 1831, juntament amb Cellers, té 495 habitants. En aquell any, el senyoriu que s'hi atribueix és directament lligat a la corona. El poblament màxim s'assoleix el 1860, amb 738 habitants. Després, ja comença la davallada que perdura en els nostres dies: 638 el 1877, 517 el 1900, 419 el 1920, 464 -breu recuperació- el 1930, 405 el 1940, 355 el 1960, 250 el 1970, 236 el 1975 i 184 el 1981. En l'actualitat 2005 són ja només 103.
La vila de Guàrdia apareix en el Diccionario geográfico... de Pascual Madoz, publicat el 1845. A l'article que hi té dedicat, es pot llegir que la vila és en el vessant d'un turó que s'eleva a la dreta de la Noguera Pallaresa; el clima és calorós a l'estiu, i propens a les afeccions gàstricobilioses. 128 cases de construcció regular formen el cos de la vila, distribuïdes en diversos carrers rectes i ben empedrats, amb dues places petites de mida irregular. Tenia Casa de la vila i escola de primeres lletres, a càrrec d'un mestre amb títol que és pagat proporcionalment també per Estorm, el Meüll, Moror i Mur. Tot i així, té uns 40 alumnes.
Guàrdia de Noguera tenia dins del seu terme el poble de Cellers (Sellés), la masia de Salvadó i diverses ermites, entre les quals esmenta la desapareguda de Sant Miquel de Cellers, i, finalment, el castell de Guàrdia, en ruïnes. El terme de la vila és, segons Madoz, muntanyós i secà, llevat de la zona a prop del riu, amb terres més planes, argiloses i calcàries. S'hi treballaven uns 1.500 jornals, dels quals 150 d'horta. Hi ha boscos, que subministren llenya al poble, prop de Cellers, als vessants del Montsec. Produeix blat, ordi, seda, blat i vi, tot i que ha de comprar blat i oli perquè no en produeix prou. Hi ha bestiar de tota mena, i s'hi cacen llebres, conills i perdius. També hi ha pesca: barbs, truites i anguiles. A més de la presència a la vila de diferents oficis artesans, hi ha també un molí fariner i un d'oli, tots dos al mateix edifici, i una fassina (fàbrica d'aiguardent). Hi ha 150 veïns (caps de família) i 630 ànimes (habitants). La Festa Major és el dia del Sant Nom de Maria, i el 20 de gener se celebra una altra festa, aquesta de caràcter votiu.
Vers 1900 consten a Guàrdia (anomenada simplement així en la Geografia general de Catalunya de Francesc Carreras i Candi) 156 edificis, amb 400 habitants. Cal dir que aquesta dada és de les poques que es refereixen exclusivament a la vila, sense sumar-hi Cellers ni el poblament dispers.
| Cases senyorials           | Cases senyorials | Cases senyorials      | Cases senyorials |
| -------------------------- | ---------------- | --------------------- | ---------------- |
| Casa Roca, al carrer Major | Casa senyorial   | Casa del carrer Major |                  |
| Casa Roca, al carrer Major | Casa senyorial   | Casa del carrer Major |                  |

Diverses són les cases destacades de Guàrdia. Entre elles, però excel·leix Casa Roca, que disposa de capella pròpia, dedicada a la Puríssima Concepció. La vigília del 8 de desembre la capella romania oberta a tot el poble, i s'hi cantaven vespres. Després de la missa a l'església parroquial, el dia de la Puríssima, tots els feligresos anaven a Casa Roca, per tal de cantar una salve a la Mare de Déu. També a Casa Placito, o Casa Montsor, hi hagué capella, dedicada a la Mare de Déu del Roser. Actualment només se'n conserven algunes ruïnes.
Aquestes cases, algunes d'elles veritables palaus, foren construïdes en un interval que va, aproximadament, del 1550 al 1750, època que, sens dubte, fou la més esplendorosa per a la vila de Guàrdia de Tremp.
| Llindes de cases senyorials | Llindes de cases senyorials | Llindes de cases senyorials | Llindes de cases senyorials |
| --------------------------- | --------------------------- | --------------------------- | --------------------------- |
| Escut del 1570              | Escut del 1609              | Escut de Casa Roca          |                             |
| Escut del 1570              | Escut del 1609              | Escut de Casa Roca          |                             |

Ja en el segle xx, la vila ha crescut una mica fora del recinte de l'antiga vila closa. Així, s'ha anat formant al nord el Raval de Baix, a banda i banda de l'antic Camí de Tremp, i a ponent el Raval de Dalt, seguint el Camí vell de Mur. Encara, al nord i a migdia hi ha una altra extensió de la vila, formada, sobretot per modernes granges agropecuàries (les del Moliner i del Pubill al nord, les del Meca i del Lluc al sud, per exemple) i eres (les de Mataró al nord-est, de la Carme al nord-oest i del Moliner de Placito al sud-est), a part de la Zona Esportiva Municipal.
En aquest article estan només esmentats els elements que pertanyen directament a la vila de Guàrdia de Noguera. La resta apareixen a l'article dedicat a l'antic terme de Guàrdia de Tremp.

## Festes i tradicions
A més de les festes i tradicions explicades a l'article de Castell de Mur, comunes a Mur i a Guàrdia de Tremp, n'hi ha algunes de particulars de la Guàrdia, que exposem a continuació.
La Festa Major se celebra el darrer diumenge d'agost, però no és l'única festa patronal que se celebrava a la Guàrdia. El segon diumenge d'octubre se celebrava la festa de la Mare de Déu del Remei, patrona de la parròquia a causa d'una guarició miraculosa que s'atribuí a la Mare de Déu. Una solemne processó servia de fil conductor de la festivitat.
Aquell mateix mes se celebrava també la festa del Roser d'Octubre, a ran de les confraries dedicades a aquesta Mare de Déu impulsades pels dominics. A la Guàrdia també n'hi havia, i celebrava amb tota solemnitat a seva festivitat. Després d'una lluïda processó, es cantaven els goigs i es ballava la Morisca, però en una versió diferent de la que s'ha fet més popular, la de Gerri de la Sal.
La Setmana Santa era -i encara és- motiu d'una celebració ben particular, a la Guàrdia de Tremp. Es feien uns maiets, que es penjaven dels balcons i es duien per a decorar el Monument (un monument en record de la sepultura de Jesucrist, que es feia cada any per Setmana Santa). Els maiets eren el resultat de sembrar llavors diverses en uns testos i fer-los créixer en un lloc clos, que no rebés la llum del sol. Es formaven així unes cabelleres vegetals blanques, que es retallaven formant diverses figures votives. L'origen de la tradició sembla que és un costum precristià relacionat amb el desig d'una nova vida. Un altre costum que ens remet al passat és la Processó del silenci, en què es recorren els carrers de la vila en absolut silenci, i amb tots els llums apagats.
El Corpus, com a molts altres pobles, també era celebrat de forma molt destacada. Actualment és una festa que ha perdut molt, i se celebra únicament en l'àmbit parroquial.
Sant Antoni era una altra de les festes molt celebrades a la Guàrdia. La benedicció dels animals era tan celebrada que aquesta festivitat esdevingué Festa Major petita, o d'hivern.
Poc després de Sant Antoni venia el Carnestoltes, també molt celebrat a la Guàrdia. Hi destacava sobretot l'àpat popular, centrat en el ranxo que es feia a la plaça, amb contribució de tothom.
Pel que fa als aplecs, a més del de Mur, explicat a l'article principal del terme de Castell de Mur, se celebrava el de Sant Sebastià, com a vot del poble en haver estat deslliurat d'una pesta.
La gent de la Guàrdia acudia a diversos dels aplecs més assenyalats de la comarca: el 3 de maig, al de Santes Creus de la Mare de Déu d'Arbull; l'agost, al de Sant Salvador de la Serra; el setembre, per sant Miquel, al de Sant Salvador del Bosc, de Llimiana; finalment, el de Montservós, on es feia ofrena d'un pa beneït per persona assistent a l'aplec.
Com a costums peculiars, n'hi havia dos, a la Guàrdia, relacionats amb les tempestes; l'un consistia a posar dues falçs de les de segar formant una creu: així es desfeia la tempesta. També es tocava a mal temps amb les campanes, i els que disposaven d'escopeta sortien a disparar a l'aire trets amb cartutxos beneïts, amb la mateixa finalitat.